# Henk Stevens

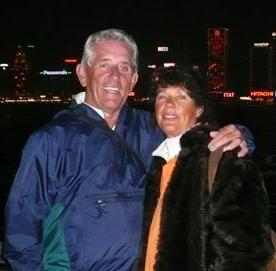
Henk en Anita Stevens (2008)

Henk Andreas Antonius Maria Stevens (Eindhoven, 27 juni 1941) is sinds 1958 Nederlandse golfprofessional. 

## Opleiding
Jan Stevens, de vader van Henk, is van 1940 - 1973 professional op de Eindhovensche Golf. Henks moeder is daar al die jaren chef ik de keuken. Drie van hun 5 kinderen zijn golfprofessional geworden: Henk,  Wim en Jan. 

In 1958 gaat Henk in opleiding bij Piet Witte op de Dommel, volgens het oud-Engelse Meester-Gezel model en wordt na twee jaar B-professional. 

Van 1960 - 1966 is hij golfprofessional bij de NPGA op de Eindhovensche GC.

Van 1970 - 1971 volgt hij de opleiding voor sportmasseur bij de Nederlandse Sport Federatie in Utrecht. 

In 1997 wordt hij gediplomeerd clubmaker. 

## Playing Pro
In de jaren 1958 - 1979 speelt Stevens veel en doet ook mee aan de Open wedstrijden in Nederland, Duitsland, Zwitserland, Frankrijk en België. 
- 1965: 21ste in het Dutch Open op  GC Toxandria.
- 1966: 2de bij de Twente Cup op de Twentsche Golfclub.
- 1966: 3de bij het Nationaal Open op de Koninklijke Haagsche Golf & Country Club.
- 1977: Winnaar Lauswolt Pro-Am op Golf & Country Club Lauswolt.
- 1978: Gedeelde 1ste plaats Lauswolt Pro-Am op GC Lauswolt.
- 1978: 2de plaats bij het Omnium op Golfclub Houthalen.

In 1980 verliest Henk Stevens een oog door een noodlottig ongeval op een driving range. Dit betekent het einde van zijn spelerscarrière en het begin van het verder ontwikkelen van zijn carrière als leraar en coach, waarmee hij al in 1958 is begonnen. Terwijl hij teaching-pro is, speelt hij toch mee aan enkele wedstrijden in Nederland en België, met goede resultaten: 
- 1987: Winnaar van de Club International 18 Trophy op de Rinkven Golf & Country Club in België.
- 1993: 2de bij het Nationaal Senior Open, de Dormeuil Cup op Golfclub de Dommel.

## Teaching pro
Stevens is o.a. Head-pro geweest bij Lauswolt (1965-1977), Nieuwediep (1966-1977), de Peelse Golf (1998-2002), allen in Nederland, de Aachener GC (1963-1965) in Duitsland, en de Royal Latem Golf Club (1977-1982) en Royal Antwerpen Golf Club (1982-1987), beiden in België.
Ook is hij gast-professional geweest van 1987-1990 op de Pan, van 1990-1993 op de Amsterdamse Golf Club en de Noordwijkse, van 1992-1995 op de Biltse Duinen en van 1993-2000 op de Eindhovensche.

## Coach
- In 1978 volgt hij Jan Blansjaar van de Hattemse GC op als captain van de Nederlandse teams die de Interland Holland - België spelen. Dat blijft hij 15 jaar lang.
- Van 1987 - 1994 is hij nationale coach bij de NGF om met de dames en jeugd mee te werken aan de ontwikkeling van de Nederlandse top golf. In 1991 wint zijn team het Europees Professional Kampioenschap in La Manga. 
Als Stevens eruit stapt, volgt Tom O'Mahoney hem als bondscoach op.
- Tot 1996 is hij captain van het team van Nederlandse professionals dat tegen het team van buitenlandse professionals in Nederland speelt op Golfclub De Hoge Kleij in Leusden. Zijn opvolger is Tom O'Mahoney.

## Missionaris van de PGA Europe
De Europese PGA heeft met een aantal golfcoaches een plan opgezet om in arme landen veelal buiten Europa de golfsport populair te maken. Stevens is hiervoor als missionaris naar Sri Lanka (sinds 2000), Bolivia (2004) en Israël (2007) gestuurd. In al deze landen is hij consulent, teacher's teacher, en coach van de Europese PGA en de Royal & Ancient Golf Club.

Andere landen waar dergelijke projecten van de Europese PGA lopen zijn o.a. China, Ecuador, Estland, Griekenland, India, Ivoorkust en Peru.
Stevens is AA-PGA professional, erelid van PGA Holland (1995), Level-III coach van de Britse PGA (2003), Fellow van de Britse PGA (2005) en Missionaris van de Europese PGA, tevens lid van de Bolivian PGA en de Sri Lanka Golf Union. 
Van 1970 - 1995 is Henk Stevens secretaris van de Nederlandse PGA, waarna hij tot erelid wordt benoemd.

## Stevens Sport Support
Sinds 2005 geeft Henk Stevens met zijn vrouw Anita les op MOP Golfvereniging Ons Buiten in Vught. Verder organiseren ze bedrijfsdagen en golfreizen.